# Karanga (Moshi)
Karanga ist ein Verwaltungsbezirk (Ward) des Distrikts Moshi (MC) in der tansanischen Region Kilimandscharo.

## Geografie
Karanga liegt im Nordosten von Tansania im Westen der Regionshauptstadt Moshi, nördlich und südlich der Nationalstraße T2. Die Grenze im Osten bildet der Fluss Pangani.
Der Bezirk grenzt im Nordwesten an Kindi, im Norden kurz an Kirima, im Osten an Longuo B, Kilimandscharo und Soweto, im Süden an Shirimatunda und im Westen an Mnadani. Bei der Volkszählung 2022 lebten 11.709 Menschen in 2770 Haushalten auf einer Fläche von 5,8 Quadratkilometern.

## Gliederung
Der Bezirk besteht aus zwei Stadtteilen (Mtaa):
- Magereza
- Katanini

## Wirtschaft und Infrastruktur
- Bildung: In Karanga gibt es eine weiterführende Schule.[8] Die Moshi Technical Secondary School bildet rund 400 Mädchen und Burschen bis zur 4. Stufe aus.[9]